# Агсартан I (царь Кахети-Эрети)
Агсартан I (груз. აღსართან) — был царем Кахети-Эретинского царства с 1058 по 1084 гг.  

## Биография
Из рода Багратуни (Младшая ветвь Кюрикян).
Он был сыном Гагика Кахетинского, которому он наследовал. 
Правление Агсартана совпало со вторжениями сельджуков на грузинские земли и настойчивыми попытками грузинских Багратидов объединить все грузинские государства в единое царство. 
В 1068 году Агсартан подчинился сельджукскому султану Алп-Арслану, согласился платить дань и заручился поддержкой Турции против грузинского царя Баграта IV, захватившего часть территории Кахетии. 
Он продолжил борьбу против централизации грузинской короны при преемнике Баграта, Георгие II, и объединился с мятежным родом Липаритидов, но затем присягнул Георгию и помог ему противостоять феодальной оппозиции, а затем бороться с вторжением сельджуков в 1074 году, под началом султана Малик-Шаха I. 
Однако, когда Георгий II заключил мир с султаном в начале 1080-х годов, последний признал царя Грузии единственным законным хозяином Кахетии и предоставил ему силы сельджуков для завоевания региона. Георгий во главе объединенной грузино-сельджукской армии осадил кахетинскую крепость Вежини, но не смог ее взять и отступил. 
Агсартан немедленно воспользовался случаем, чтобы поклясться в своей верности сельджукам, отправился к Малик-шаху и принял ислам, добившись таким образом защиты сельджуков от устремлений грузинского царя. 
Он умер в 1084 году, и ему наследовал его сын, Квирике IV.